# Mordimer Madderdin
Mordimer Madderdin – postać literacka, główny bohater Cyklu Inkwizytorskiego Jacka Piekary. Inkwizytor Jego Ekscelencji biskupa Hez-Hezronu, o niezwykłych zdolnościach i starający się za wszelką cenę dotrzeć do prawdy.

## Odbiór i analiza
Zdaniem Piotra Stasiewicza Mordimer Madderdin jest przykładem literackiego antybohatera, jakkolwiek kreacja ta nie jest prowadzona konsekwentnie we wszystkich tomach cyklu. Jako antybohater przedstawiony jest w pierwszych czterech, według lat wydania, tomach. Dla korzyści majątkowych podejmuje się rozwiązywać zagadki kryminalne, nie mając ambicji zmiany świata. Realizuje tym samym schemat postepowania typowego prywatnego detektywa z powieści kryminalnych. W utworach pełni także funkcję narratora, który komentuje quasi-średniowieczną rzeczywistość z pozycji współczesnego odbiorcy. Cechuje się ironicznym stosunkiem do rzeczywistości, jest cyniczny i amoralny, antyheroiczny, a także mocno antyklerykalny. Ten sam krytyk widzi w nim hybrydę - niemal parodię klasycznego bohatera heroic fantasy i równocześnie dzięki współczesnej mentalności bohatera "postmodernistycznego". W powieści Płomień i las jest natomiast postacią mieszczącą się w poetyce klasycznej fantasy, w pewnym sensie tragiczną, obdarzoną tajemniczą mocą, wplątaną w niezrozumiały dla siebie konflikt. Także w podcyklu Ja Inkwizytor Mordimer Madderdin pozostaje bohaterem mieszczącym się w klasycznym schemacie fantasy.

## Ogólna charakterystyka
Mordimer uważa się za człowieka gorliwej wiary i gorącego serca, oraz Sługę Bożego, Młot na czarownice i Miecz w rękach Aniołów. Jest człowiekiem inteligentnym, sprytnym, ostrożnym, wytrzymałym i sumiennie wykonującym swoje obowiązki, lecz skromnym. Świetnie walczy mieczem. Ponad wszystko próbuje odkryć prawdę o otaczającym go świecie. Często folguje przyziemnym żądzom, nie stroni od uciech cielesnych i mocnych trunków. Mimo dużych predyspozycji nie uprawia hazardu, co wynika z wielkiej wrogości jego Anioła Stróża do tego zajęcia i płynącego z niej zakazu.

## Życiorys
Mordimer (choć to nie jest jego prawdziwe imię, zostało mu nadane podczas wielkiego chłopskiego buntu, który trwał w czasie trwania powieści "Płomień i krzyż") był synem zamożnej mieszczanki, imieniem Katarzyna, która w rodzinnych stronach cieszyła się wątpliwą reputacją i wielokrotnie oddawała się miłosnym harcom ze swoimi licznymi kochankami, którymi byli zamożni i wpływowi mieszkańcy Koblencji – z kanonikiem Gersardem na czele – w zamian za drogie prezenty i kosztowne dowody "przyjaźni". Oprócz ogromnego zamiłowania do biżuterii i różnego rodzaju drogich podarunków, Katarzyna miała jeszcze jedną wielką pasję, która finalnie doprowadziła ją wprost w ręce inkwizytorów i do klasztoru Amszilas, miejsca w którym pomagano wrócić na ścieżkę Pana i rozpalić na nowo w sercu żar prawdziwej wiary. Tą pasją była czarna magia i obsesyjna chęć wejścia w posiadanie Szachor Sefer (Czarnej Księgi).
Po rzekomej egzekucji matki i przejęciu całego jej majątku przez Inkwizytorium młody chłopak przyłącza się do szalejących w Cesarstwie buntowniczych hord Hakenkreuza, które grabią, niszczą i mordują wszystkich przedstawicieli arystokracji, jak również niewinnych chłopów. Podczas jednego z takich barbarzyńskich zajazdów chłopak poznaje Arnolda Löwefella, inkwizytora Świętego Officjum działającego na zlecenie klasztoru Amszilas. Löwefell od razu dostrzega w chłopaku coś intrygującego, a także docenia jego umiejętność walki, więc początkowo postanawia go wykorzystać na potrzeby zleconej mu misji. Gdy jednak okazuje się, że chłopak posiada pewne zdolności magiczne, Arnold postanawia umieścić go w Akademii Inkwizytorium, by tam pobierał nauki, a w przyszłości stał się inkwizytorem.
Po zakończeniu nauki w Akademii Mordimer za sprawą "przyjaciół przyjaciół" zostaje licencjonowanym inkwizytorem biskupa Hez-Hezronu, Gersarda. W Hez-Hezronie zwykle mieszkał w oberży "Pod Bykiem i Ogierem". Przeżywa przygody i rozwiązuje intrygi, które krok po kroku doprowadzają go do odkrycia tajemnicy, która zamiast rozwiać jego wątpliwości, tylko je potęguje.
Po zdobyciu licencji inkwizytorskiej wykazuje się w wielu śledztwach skutecznością, przebiegłością i sprytem. Dzięki temu zwraca na siebie uwagę Wewnętrznego Kręgu Inkwizytorium, którego członkowie wykorzystują go jako przynętę, jednak później kilkakrotnie mu pomagają. W swej działalności wchodzi w drogę wielu wysoko postawionym osobom, w tym legatom papieskim. Zostaje mianowany przez biskupa Hezu na kapitana gwardii biskupiej i wysłany jako jego przedstawiciel przy cesarskiej armii na wojnę z Palatynatem.
W czasie wojny z Palatynatem zostaje, ze względów politycznych, oskarżony o używanie czarów, sodomię, oddawanie się Szatanowi oraz o wiele innych złych czynów, a także zabicie Cesarza. Anioł Stróż przenosi go do klasztoru Amszilas, gdzie poznaje tajemnicę, której klasztor ów broni. Jest nią Jezus Chrystus siedzący na tronie w śpiączce, którego przy życiu utrzymuje krew upadłych aniołów. Po wyjściu z klasztoru Mordimer dostaje jedną Anielicę jako obrończynię (ale zostają jej ucięte skrzydła).

### Towarzysze
- Kostuch – syn szlachcica, o odrażającej aparycji, posiada nadzwyczajną pamięć, która pozwala mu na zapamiętanie zdarzeń, imion i innych rzeczy sprzed paru lat oraz potrafi odczytać uczucia, emocje, myśli zaklęte w ścianach. Uratowany z lochów[3]
- Bliźniacy – niezwykle niebezpieczni, acz niepozorni ludzie o zdumiewających zdolnościach. Są wysportowani, dobrze się wspinają i potrafią wyczuć, gdy coś magicznego ich obserwuje. Obaj są nekrofilami.
- Heinz Ritter – poeta, bratanek jednego z adoratorów Katarzyny.

## Zdolności
Mordimer posiada kilka niezwykłych zdolności, bardzo użytecznych w inkwizytorskim fachu.
- Widzenie umarłych – zdolność równie rzadka co nieprzydatna. Pozwalała mu widzieć dusze zmarłych błąkające się po świecie. Działała jednak tylko w miejscach, gdzie nie było ludzi, lub błąkających się dusz było wiele[4].
- Podróże do nie-świata – bardzo rzadka lecz niebezpieczna zdolność. Osoba posługująca się tą zdolnością uwalnia swoją duszę z ciała dzięki czemu widzi nie-świat nałożony na świat realny. Wtedy może ujrzeć skupiska magii oraz prawdziwą naturę istot. Ceną za korzystanie z tej zdolności jest niewyobrażalny ból, któremu towarzyszy krwawienie, a po zakończeniu podróży również wymioty. W nie-świecie na duszę czyhają potwory, które nie posiadają jednak konkretnego kształtu, lecz wyglądają jakby były utkane z czarnego dymu. Tylko modlitwa chroni duszę przed ich atakiem[4][5][6].